# Michele Besso
Michele Angelo Besso (Riesbach, 25 maggio 1873 – Ginevra, 15 marzo 1955) è stato un ingegnere svizzero di origine italiana.
Ebreo sefardita, lavorò nello stesso ufficio brevetti di Albert Einstein e ne divenne amico intimo, confidente, e sostenitore, tanto che il grande fisico lo ebbe a definire come «la migliore cassa di risonanza in Europa».
Fu il nipote di Marco Besso, presidente di Assicurazioni Generali, e del matematico Davide Besso.

## Einstein e Besso: l'aquila e il passero
Lo storico articolo di Einstein Sull'elettrodinamica dei corpi in movimento - nel quale espose la teoria oggi conosciuta come Relatività ristretta - era un lavoro scientifico insolito, in quanto non riportava i normali riferimenti alla letteratura della fisica teorica.
L'unica persona alla quale dava credito di aver contribuito al lavoro del 1905 era Michele Besso, che Einstein ringraziò scrivendo: « [...] concludendo, tengo a dire che l'amico e collega M. Besso mi ha costantemente prestato la sua preziosa collaborazione mentre lavoravo a questo argomento, e che gli sono debitore di parecchi interessanti suggerimenti».
Besso, che una volta Einstein descrisse come un perenne studente, aveva studiato ingegneria meccanica al Politecnico di Zurigo quando Einstein era nella sezione di Fisica. I due si erano incontrati in una serata musicale a Zurigo e rimasero amici per tutta la vita.
Einstein abitava dalla famiglia Winteler in Svizzera. La figlia di Winteler, Maria, fu il primo amore di Einstein. La sorella di Einstein, Maja, sposò il figlio di Winteler, Paolo, mentre Michele Besso sposò la figlia più grande di Winteler, Anna.
Nel 1904, presentato da Einstein, Besso iniziò a lavorare all'Ufficio Brevetti Svizzero di Berna. 
Quando potevano i due amici discutevano a lungo di fisica e di matematica. Besso ebbe un ruolo molto importante come “cassa di risonanza” per Einstein e quando quest'ultimo si trasferì a Zurigo e poi a Berlino i due studiosi continuarono ad incontrarsi spesso e mantennero una vivace corrispondenza.
Quando, poco dopo essersi trasferito a Berlino nel 1914, Einstein mandò sua moglie Mileva e i suoi due figli Hans Albert e Eduard di nuovo a Zurigo, Besso e sua moglie, Anna Besso-Winteler, ebbero il ruolo di intermediari tra i due coniugi in litigio quando il loro matrimonio si stava sciogliendo. Ebbero anche cura dei due figli della coppia quando Mileva si ammalò.
Nel 1913 Einstein e Besso collaborano a quello che è considerato il primo tentativo di stesura della relatività generale, priva tuttavia del necessario formalismo tensoriale di cui Einstein si sarebbe servito due anni più tardi, con la collaborazione, in questo caso, dell'amico e matematico nonché loro compagno di studi universitari Marcel Grossmann, per la definitiva e corretta stesura della teoria. Il manoscritto mostra che in questo caso Besso ebbe un ruolo molto maggiore di una cassa di risonanza. Nonostante abbia lasciato le parti più difficili ad Einstein ebbe la responsabilità di redigere intere sezioni di calcoli. Più in là negli anni, Besso descrisse la sua collaborazione scientifica con Einstein con una similitudine: Einstein era un'aquila e lui, Besso, un passero. Sotto l'ala dell'aquila, il passero era stato capace di volare più in alto che da solo.
Il manoscritto, che si sofferma in particolare sulla possibile soluzione al problema della precessione del perielio dell'orbita di Mercurio, uno dei punti di inconsistenza storicamente più rilevanti nella classica teoria newtoniana della gravitazione, è attualmente conservato al Musée des Lettres et Manuscrits di Parigi.
Verso la fine della sua vita, Einstein ricevette una lettera dalla moglie del suo amico Michele Besso, che stava in Svizzera. Lei disse: «Sai, tu e Michele eravate amici a Berna, e Michele ha così tanto talento, come mai non ha mai realizzato niente?». E Einstein rispose: «Ma naturalmente perché lui è un uomo buono!». 
Einstein si riferiva al fatto che i suoi due matrimoni erano stati dei fallimenti e guardando Michele e sua moglie vedeva quanto fossero innamorati.
Quando Michele Besso morì (15 marzo 1955), Einstein mandò una lettera (21 marzo) alla sorella di Michele, commovente e notevole per la celebre definizione di tempo che diede nella frase di chiusura, quasi un commiato dalla scienza che aveva sancito e segnato il loro profondo legame, oltre che la vita dello stesso Einstein, che sarebbe morto un mese e tre giorni dopo Besso (18 aprile): «Michele è partito da questo strano mondo, un poco prima di me. Questo non significa nulla. Le persone come noi, che credono nella fisica [Für uns gläubige Physiker...], sanno che la distinzione fra passato, presente e futuro non è che un'illusione, per quanto tenace.»